# Schefflerodendron gilbertianum
Schefflerodendron gilbertianum là một loài thực vật có hoa trong họ Đậu. Loài này được J.Leonard & Lat.-Marl. miêu tả khoa học đầu tiên.